# Manoppello
Manoppello är en ort och kommun i provinsen Pescara i regionen Abruzzo i Italien. Kommunen hade 6 772 invånare (2022).